# Colegio de las Vizcaínas
El Colegio de San Ignacio de Loyola Vizcaínas es una institución educativa fundada por vascos residentes en la Nueva España, encabezados por Francisco de Echeveste, Manuel de Aldaco y Ambrosio de Meave, quienes pertenecieron al Consulado de Comerciantes de México. Se les considera símbolos de la fundación del colegio ya que se encuentran grabados sus nombres en el descanso de la escalera monumental y por los retratos que se resguardan en la sala de la dirección.
Abrió sus puertas el 9 de septiembre de 1767, y fue el primer colegio laico para mujeres del continente americano. Se convirtió en colegio mixto hasta la década de 1970.
Contó con un torno, donde se revisaban los paquetes destinados a las colegialas, para impedir la entrega de objetos prohibidos, y tuvo también un locutorio, en el que las llamadas "escuchas" prestaban atención a las conversaciones que sostenían las internas con las personas que las visitaban.
La escuela se estableció a mediados del siglo XVIII en un edificio barroco construido por el arquitecto José Miguel de Rivera Saravia y que ocupa una manzana entera en el Centro Histórico de la Ciudad de México.
La escuela ha mantenido la mayor parte de su misión y organización originales, y es la única institución de la época colonial que ha funcionado de manera continua en México. Originalmente, se estableció para la educación de niñas huérfanas y viudas, pero ahora es coeducacional. Su plan de estudios abarca desde preescolar hasta preparatoria. Generalmente, el edificio no está abierto a los turistas, pero puede rentarse para eventos sociales, como bodas.

## La escuela
El Colegio es una institución privada sin fines de lucro dedicada a la educación, que ofrece educación desde el nivel preescolar hasta el medio superior. Se fundó en el siglo XVIII, en el edificio que aún ocupa al sur del Centro Histórico de la Ciudad de México. Esta escuela es la única institución educacional de la época de la Colonia que ha continuado ininterrumpidamente sus operaciones desde su fundación. Todavía beneficia a personas necesitadas con becas y sigue siendo gobernada por un patronato, que es el sucesor de una línea que se remonta a los fundadores originales.
Dos de las alumnas más destacadas de la escuela fueron Josefa Ortiz de Domínguez, que fue protagonista de la Guerra de Independencia de México, y Sara García, conocida como la «abuelita» del cine mexicano.
Dos de los principales costos de mantenimiento de la escuela son las becas y la necesidad de conservar la estructura barroca del siglo XVIII. Los esfuerzos de restauración son constantes. Por ejemplo, tres figuras de Cristo se enviaron recientemente desde el Colegio a la Escuela Nacional de Conservación, Restauración y Museografía para ser restauradas allí por los estudiantes. La escuela está afiliada al Instituto Nacional de Antropología e Historia.
Como el Colegio es una institución privada, generalmente no se permite la entrada a turistas. Uno de los principales medios por los cuales la institución recibe ingresos, aparte de las donaciones es el alquiler del edificio para eventos sociales. El edificio puede rentarse para bodas, presentaciones de libros y graduaciones. Algunas personas famosas que se han casado allí: Lucero y Manuel Mijares; Ninfa Salinas, la hija de Ricardo Salinas Pliego; la hija de Carlos Slim y Bernardo Sepúlveda Amor, la cantante María Inés Guerra y Gustavo Guzmán Favela. El edificio también ha sido utilizado para hospedar a dignatarios extranjeros, como el rey de España. En enero del 2009, se alquiló para un concierto de beneficencia que ofrecieron músicos como Elton John y James Blunt, como parte de una gira por América Latina.
El patio principal puede albergar a 1,200 personas, con otras 350 en la capilla. El costo promedio de alquiler de la sede es de 350,000 pesos mexicanos. En general, se renta solamente durante los fines de semana, y la escuela sigue dando clases de lunes a viernes. Se requiere reservar con seis a ocho meses de antelación.

###### Archivo histórico José María Basagoiti Noriega
El Archivo Histórico "José María Basagoiti Noriega", tuvo como primera directora a Ana Rita Valero de García Lascuraín. Este acervo abarca tres siglos de la educación femenina primero en la Nueva España y después en el México independiente en un rango de fechas de 1538 a 1928, documentos que se pueden observar en los fondos: Colegio de Niñas de Nuestra Señora de la Caridad, Recogimiento Colegio de Niñas de San Miguel de Belén, Real Colegio de San Ignacio de Loyola, Escuelas Rico, Archicofradía del Santísimo Sacramento y Caridad, Cofradía de Nuestra Señora de Aránzazu, Congregación del Divino Salvador del Mundo y Buena Muerte. El archivo recibió el Registro Internacional como Memoria del Mundo que otorga la Organización de las Naciones Unidas para la Educación, la Ciencia y la Cultura en 2013.
El Colegio también alberga una biblioteca con fondo antiguo que comprende 503 registros, títulos provenientes de las colecciones del Convento de San José de Gracia así como del mismo  Colegio de San Ignacio de Loyola, Vizcaínas. El tema principal del acervo es la educación femenina en la Nueva España.

## Descripción del edificio
El edificio ocupa una manzana entera, rodeada por las calles Las Vizcaínas al norte, Manuel Aldaco al este y San Ignacio al oeste, con la Plaza de Vizcaínas al sur.
Las fachadas del edificio son de estilo barroco. Las diferentes secciones del edificio están divididas por pilastras que están coronadas por pináculos. Las cuatro fachadas del edificio están cubiertas de piedra de tezontle.